# Elecciones primarias de la Mesa de la Unidad Democrática de 2012
Las elecciones primarias de la Mesa de la Unidad se realizaron el 12 de febrero de 2012, y determinaron al candidato presidencial de la Mesa de la Unidad Democrática (MUD) para las Elecciones presidenciales de Venezuela de 2012, que fueron celebradas el 7 de octubre, así como sus candidatos en las elecciones regionales y municipales, que se celebraron en diciembre de 2012 y diciembre de 2013 respectivamente. Estas fueron las primeras primarias presidenciales abiertas en la historia de Venezuela, y la más grande de su tipo y en asistencia en la historia mundial.
El proceso de selección fue a través de elecciones primarias abiertas, por lo cual pudo votar cualquier venezolano mayor de edad, sin importar su militancia en algunos de los partidos políticos que conforman la MUD. De igual manera, políticos sin afiliación a esta coalición pueden participar en las mismas, aunque deben consignar cierto número de firmar. Además, a todos los candidatos se les exige que depositen un monto de dinero para pagar el 45% de los gastos que el Consejo Nacional Electoral (CNE) exige por organizar las primarias, el resto será pagado por los partidos políticos de la MUD.
El proceso de inscripción de los precandidatos presidenciales se realizó entre el 1 y el 3 de noviembre de 2011, y contó con la participación de seis políticos (en orden de inscripción): Leopoldo López, María Corina Machado, Henrique Capriles Radonski, Pablo Pérez, Pablo Medina y Diego Arria. El 24 de enero de 2012, López declinó su candidatura a favor de Capriles Radonski.

## Primarias presidenciales

### Precandidaturas
Los precandidatos presidenciales de la Mesa de la Unidad se inscribieron entre los 3 primeros días de noviembre de 2011, rumbo a la elección primaria a celebrarse el 12 de febrero de 2012. Antes de las postulaciones declinaron sus aspiraciones otros líderes políticos y personalidades nacionales y regionales, entre ellos destacaron: Antonio Ledezma, César Pérez Vivas, Cecilia Sosa y Oswaldo Álvarez Paz.  Esta elección contó con 5 candidatos:
- Diego Arria: economista egresado del London School of Economics and Political Science, político, escritor, diplomático y excandidato presidencial en 1978. Se ha desempeñado como presidente de la Corporación Nacional de Hotelería y Turismo (1969-1974), Gobernador del Distrito Federal (1974-1977), Ministro de Información y Turismo (1977-1978), Representante Permanente de Venezuela en la Organización de las Naciones Unidas (1991-1993) y Presidente del Consejo de Seguridad de las Naciones Unidas en 1992. Fue también asesor del Secretario General de la ONU, Kofi Annan.

- Henrique Capriles: abogado egresado de la Universidad Católica Andrés Bello y político, actual Gobernador delestado Miranda desde 2008. Exdiputado al Congreso de la República (1999-2000), donde desempeñó el cargo de Vicepresidente del Congreso y de Presidente de la Cámara de Diputados, fue alcalde por dos períodos del Municipio Baruta(2000-2008). Miembro fundador de Primero Justicia, partido que apoya su candidatura, además de Podemos, Patria Para Todos, La Causa R, Cuentas Claras, Electores Libres, Fuerza de la Gente, Dignidad Patriótica, Partido Auténtico Nacional,Voluntad Popular, Proyecto Venezuela, MIN Unidad, Unión Republicana Democrática, Movimiento Ecológico de Venezuela,Piensa en Democracia y Visión Venezuela..

- María Corina Machado,: política, docente e ingeniero industrial egresada de la Universidad Católica Andrés Bello y especializada en Finanzas del IESA, fue diputada independiente a la Asamblea Nacional de Venezuela por el estado Miranda. Graduada del Programa de Líderes Mundiales en políticas públicas de la Universidad de Yale en Estados Unidos y fundadora de la organización civil Súmate. Es la primera venezolana aceptada en la red de Jóvenes Líderes Globales del Foro Económico Mundial.

- Pablo Medina: político y antiguo dirigente sindical. Fue diputado y senador al Congreso de la República, ejerció entre 1995 y 1996 la primera Vicepresidencia de la Cámara de Diputados. Formó parte de la Asamblea Nacional Constituyente de 1999, aunque fue el único constituyentista que no avaló con su firma la Constitución que nacía de esa asamblea. Es apoyado por elMovimiento Laborista y fue el último de los precandidatos opositores en inscribirse a los comicios primarios, pues no pudo consignar la totalidad de la cuota financiera acordada para su candidatura.

- Pablo Pérez Álvarez: político y abogado egresado de la Universidad del Zulia, Gobernador del estado Zulia. Prosiguió estudios de postgrado de Derecho Público, y luego se especializó en Gerencia Municipal en el IESA. Se ha desempeñado como Director del Instituto Regional del Ambiente y Secretario General de Gobierno en el estado Zulia entre 2006 y 2008. Apoyado por su partido Un Nuevo Tiempo y por Acción Democrática, Copei, Movimiento al Socialismo, Movimiento Republicano, Convergencia,Gente Emergente, Bandera Roja, OPINA, NOÉ y ProComunidad.

Luego del proceso de inscripciones, la Comisión Electoral de Primarias de la MUD decidió no admitir la postulación de Pablo Medina, ya que no contaba con los recursos necesarios para ayudar a financiar las primarias; pero posteriormente fue admitido, luego de que éste se comprometiera a aportar lo que pudiese, alegando ser un hombre de pocos recursos de origen sindical. El 24 de enero de 2012, Leopoldo López anuncia la dimisión de su candidatura para respaldar a Henrique Capriles
En el caso de las primarias de la Mesa de la Unidad (agrupación política adversa a Hugo Chávez), se elegirá un candidato presidencial, un candidato para una de las dos alcaldías metropolitanas, un candidato por 18 de las 24 gobernaciones, y un candidato por 276 de las 335 alcaldías. Las candidaturas por la Alcaldía Metropolitana de Caracas, las 6 gobernaciones restantes, y las otras 59 alcaldías fueron seleccionadas mediante consenso.
El candidato presidencial de la Mesa de la Unidad se enfrentará a Hugo Chávez en la elección presidencial del 7 de octubre de 2012. En cambio los candidatos a gobernaciones y alcaldías de la Mesa de la Unidad lo harán, principalmente, contra los candidatos del PSUV en las elecciones regionales del 16 de diciembre de 2012 y las municipales de abril de 2013.

### Encuestas
| Encuestadora                                             | Fecha de realización           | Número de personas interrogadas | Abstención, voto en blanco, voto nulo |             |                   |                |                      |              |             | No sabe/No responde |
| -------------------------------------------------------- | ------------------------------ | ------------------------------- | ------------------------------------- | ----------- | ----------------- | -------------- | -------------------- | ------------ | ----------- | ------------------- |
| Encuestadora                                             | Fecha de realización           | Número de personas interrogadas | Abstención, voto en blanco, voto nulo |             |                   |                |                      |              |             | No sabe/No responde |
| Encuestadora                                             | Fecha de realización           | Número de personas interrogadas | Abstención, voto en blanco, voto nulo | Diego Arria | Henrique Capriles | Leopoldo López | María Corina Machado | Pablo Medina | Pablo Pérez | No sabe/No responde |
| Consultores 21                                           | Finales de diciembre, 2011     | -                               | -                                     | N/A         | 56,0 %            | 13,8 %         | 2,4 %                | N/A          | 16,8 %      | -                   |
| IVAD Archivado el 4 de marzo de 2016 en Wayback Machine. | 10-17 de noviembre de 2011     | 1200                            | -                                     | 1,3 %       | 25,7 %            | 11,2 %         | 2,8 %                | N/A          | 17,6 %      | 41,4 %              |
| Varianzas                                                | 5-17 de noviembre de 2011      | 1900                            | -                                     | N/A         | 43 %              | 15 %           | 3 %                  | N/A          | 35 %        | 4 %                 |
| Keller & Asociados                                       | octubre-3 de noviembre de 2011 | 1200                            | -                                     | N/A         | 43 %              | 9 %            | 10 %                 | N/A          | 15 %        | -                   |
| IVAD Archivado el 4 de marzo de 2016 en Wayback Machine. | 10-17 de octubre de 2011       | 1200                            | -                                     | N/A         | 26 %              | 10,1 %         | 4,1 %                | N/A          | 16,2 %      | 38,6 %              |
| Datanálisis                                              | 19-28 de septiembre de 2011    | 1300                            | -                                     | N/A         | 35,6 %            | 20,2 %         | 5,1 %                | N/A          | 18,4 %      | -                   |
| Hinterlaces                                              | 10 de febrero de 2012          | 1000                            | -                                     | 2 %         | 66 %              | -              | 6 %                  | 1 %          | 25 %        | -                   |

### Resultados
| Candidato                    | Candidato                    | Partido                      | Votos     | %     |
| ---------------------------- | ---------------------------- | ---------------------------- | --------- | ----- |
|                              | Henrique Capriles            | Primero Justicia             | 1 923 524 | 64,33 |
|                              | Pablo Pérez Álvarez          | Un Nuevo Tiempo              | 899 385   | 30,08 |
|                              | María Corina Machado         | Independiente                | 114 107   | 3,81  |
|                              | Diego Arria                  | Independiente                | 38 014    | 1,27  |
|                              | Pablo Medina                 | Movimiento Laborista         | 14 718    | 0,49  |
| Total de votos/participación | Total de votos/participación | Total de votos/participación | 3 079 284 | 17,15 |
| Votos válidos                | Votos válidos                | Votos válidos                | 2 989 748 | 97,09 |
| Votos nulos                  | Votos nulos                  | Votos nulos                  | 89 536    | 2,91  |

### Participación
La Mesa de la Unidad reportó una participación de 3.059.024 electores, un 16.5% del padrón electoral, dicha cifra quedó muy por encima del estimado que diversos analistas habían declarado; el consenso general era que una participación de 10% sería considerado un éxito. El periodista Eleazar Díaz Rangel, director del diario Últimas Noticias, había declarado una semana antes que era muy probable que la participación estuviera en torno al millón de electores. El presidente de la encuestadora GIS XXI, Jesse Chacón, quien ha sido ministro de Chávez en varias carteras, aseguró que la oposición no podría ganar a Chávez si no sacaba más de dos millones y medio de votos. El presentador de televisión, Mario Silva, declaró inicialmente que no iban a realizarse las primarias, pero unos días antes de las mismas dijo que si se realizaban, votarían menos de 500 mil personas.
De acuerdo a Teresa Albanés, vocera de la Mesa de la Unidad, el porcentaje de participación de venezolanos en el extranjero fue el más alto registrado alguna vez. Resaltó el hecho de que votaron más personas que en las primarias de 2010 del PSUV, el partido de gobierno, en esta oportunidad votaron 900 mil personas, aunque fueron unas primarias cerradas para unas elecciones parlamentarias.
El 14 de febrero, el Tribunal Supremo de Justicia ordenó a la Mesa de la Unidad que le entregaran los cuadernos de votación para revisarla, ya que algunos candidatos y sectores clasificaron como "fraude" el número de votantes, aun cuando el mismo tribunal había declarado dos años antes que los datos de los cuadernos electorales son confidenciales. Un estudiante de la Universidad Bolivariana de Aragua, Arnaldo Espinoza, fue atropellado por una grúa de la policía estadal mientras se encontraba observando la protesta opositora a la orden del TSJ. Horas después funcionarios policiales confirmarían el fallecimiento del estudiante en una clínica de Maracay. El día siguiente, los cuadernos fueron quemados por la Mesa de la Unidad para garantizar la confidencialidad de los datos en desacato a la orden del TSJ.

## Primarias estadales
De acuerdo al reglamento de la MUD, si un gobernador opositor en funciones decide reelegirse, puede hacerlo sin necesidad de medirse en primarias, a menos que las fuerzas políticas que obtuvieron el 55% de los votos opositores en la entidad en las últimas elecciones parlamentarias se muestre en contra. De esta manera, no se espera la realización de primarias en algunos estados actualmente gobernados por la oposición venezolana.
El día viernes 4 de noviembre de 2011, la Mesa de la Unidad Democrática (MUD), decidió por consenso la candidatura a las elecciones de gobernadores del 16 de diciembre de 2012 en 6 estados (Zulia, Lara, Táchira, Nueva Esparta, Carabobo y Amazonas) y el Distrito Metropolitano de Caracas.

### Candidatos a gobernadores de estado y alcaldes de sus capitales
| Estado                            | Candidato Unitario (Gobernador) Partido político        | Capital Municipio                                   | Candidato Unitario (Alcalde) Partido político             |
| --------------------------------- | ------------------------------------------------------- | --------------------------------------------------- | --------------------------------------------------------- |
| Distrito Metropolitano de Caracas | Antonio Ledezma (consenso) Alianza Bravo Pueblo         | Caracas Municipio Libertador                        | Ismael García (primarias){a} PODEMOS                      |
| Amazonas                          | Liborio Guarulla (consenso) Patria Para Todos           | Puerto Ayacucho Municipio Atures                    | Adriana González (Consenso){b} Patria Para Todos          |
| Estado Anzoátegui                 | Antonio Barreto Sira (primarias) Acción Democrática     | Barcelona Municipio Simón Bolívar                   | Carlos Andrés Michelangeli (primarias) Acción Democrática |
| Apure                             | Luis Lippa (primarias) Fuerza Ciudadana                 | San Fernando de Apure Municipio San Fernando        | Efraín Yadala (primarias) Acción Democrática              |
| Aragua                            | Richard Mardo (primarias) Primero Justicia              | Maracay Municipio Atanasio Girardot                 | Tonny Real (primarias) PODEMOS                            |
| Barinas                           | Julio César Reyes (primarias) Gente Emergente           | Barinas Municipio Barinas                           | José Luis Machín (primarias) Independiente                |
| Bolívar                           | Andrés Velásquez (primarias) La Causa Radical           | Ciudad Bolívar Municipio Heres                      | Víctor Fuenmayor (consenso) La Causa R                    |
| Carabobo                          | Henrique Salas Feo (consenso) Proyecto Venezuela        | Valencia Municipio Valencia                         | Michelle Cocchiola (primarias) Independiente              |
| Cojedes                           | Alberto Galíndez (primarias) Acción Democrática         | San Carlos Municipio Ezequiel Zamora                | Ramón Moncada (consenso) COPEI                            |
| Delta Amacuro                     | Arévalo Salazar (primarias) Movimiento al Socialismo    | Tucupita Municipio Tucupita                         | Omer Figueredo (primarias) COPEI                          |
| Falcón                            | Gregorio Graterol (primarias) Independiente             | Coro Municipio Miranda                              | Víctor Jurado (primarias) Primero Justicia                |
| Guárico                           | José Manuel González de Tovar (primarias) Independiente | San Juan de los Morros Municipio Juan Germán Roscio | Douglas Gonzales (primarias) Un Nuevo Tiempo              |
| Lara                              | Henri Falcón (consenso) Patria Para Todos               | Barquisimeto Municipio Iribarren                    | Alfredo Ramos (primarias) La Causa R                      |
| Mérida                            | Léster Rodríguez (primarias) COPEI                      | Mérida Municipio Libertador                         | Carlos García (primarias) Primero Justicia                |
| Miranda                           | Carlos Ocariz (primarias){c} Primero Justicia           | Los Teques Municipio Guacaipuro                     | Romulo Herrera (primarias) Un Nuevo Tiempo                |
| Monagas                           | Soraya Hernández (primarias){d} Independiente           | Maturín Municipio Maturín                           | Warner Jiménez (primarias) Voluntad Popular               |
| Nueva Esparta                     | Morel Rodríguez Ávila (consenso) Acción Democrática     | La Asunción Municipio Arismendi                     | Richard Fermín (consenso) Primero Justicia                |
| Portuguesa                        | Iván Colmenares (primarias) Independiente               | Guanare Municipio Guanare                           | Francisco Mora (primarias) Proyecto Venezuela             |
| Sucre                             | Hernán Núñez (primarias) Voluntad Popular               | Cumaná Municipio Sucre                              | Roberto Alcala (primarias) Acción Democrática             |
| Táchira                           | César Pérez Vivas (consenso) COPEI                      | San Cristóbal Municipio San Cristóbal               | Daniel Ceballos (primarias) Voluntad Popular              |
| Trujillo                          | José Hernández (primarias) Acción Democrática           | Trujillo Municipio Trujillo                         | Luis Briceño (primarias) Acción Democrática               |
| Vargas                            | José Manuel Olivares (primarias) Un Nuevo Tiempo        | La Guaira Municipio Vargas                          | Fabiola Colmenares (primarias) Voluntad Popular           |
| Yaracuy                           | Biagio Pilieri (primarias) Convergencia Nacional        | San Felipe Municipio San Felipe                     | José de la Cruz (primarias) Convergencia Nacional         |
| Zulia                             | Pablo Pérez Álvarez (consenso){e} Un Nuevo Tiempo       | Maracaibo Municipio Maracaibo                       | Eveling Trejo de Rosales (consenso){f} Un Nuevo Tiempo    |

NOTAS:
{a} Ismael García es proclamado ganador por la C.E.P. a pesar de la solicitud de reconteo de votos de su contrincante Antonio Ecarri.
{b} Adriana González es designada por consenso a pesar de la victoria de Jose Arianna en elecciones primarias en ese municipio.
{c} Carlos Ocariz gana las elecciones primarias pero previo a los comicios regionales del 16 de diciembre del 2012 retira su candidatura en favor de la reelección de Henrique Capriles Radonski.
{d} Soraya Hernández gana las primarias como aspirante a la gobernación de Monagas pero varios partidos de la MUD le retiran su apoyo para acompañar a José Gregorio Briceño a la reelección.
{e} Pablo Pérez Álvarez es designado candidato a la reelección por el estado Zulia por la vía del consenso luego de perder las primarias presidenciales, esto a pesar de que la intención inicial fue la de respaldar a Eveling Trejo de Rosales a la gobernación, además de que el reglamento establecía que quien perdiera no podía optar por otro cargo del mismo proceso.
{f} Eveling Trejo de Rosales es designada candidata a la reelección para la Alcaldía de Maracaibo luego de que partidos de la mesa retiraran su apoyo a la gobernación del estado Zulia. 